# Hlorid peroksidaza
Hlorid peroksidaza (EC 1.11.1.10, hloroperoksidaza, CPO, vanadiumska haloperoksidaza) je enzim sa sistematskim imenom hlorid:vodonik-peroksid oksidoreduktaza. Ovaj enzim katalizuje sledeću hemijsku reakciju
 + hlorid + H2O2 {\displaystyle \rightleftharpoons } 2O
Ovaj enzim deluje na niz organskih molekula, formirajući stablne C-Cl veze. On takođe oksiduje bromid i jodid. Enzimi ovog tipa su bilo hem-tiolatni proteini, ili sadrže vanadat.

## Literatura
- Nicholas C. Price; Lewis Stevens (1999). Fundamentals of Enzymology: The Cell and Molecular Biology of Catalytic Proteins (Third изд.). USA: Oxford University Press. ISBN 019850229X.
- Eric J. Toone (2006). Advances in Enzymology and Related Areas of Molecular Biology, Protein Evolution (Volume 75 изд.). Wiley-Interscience. ISBN 0471205036.
- Branden C; Tooze J. Introduction to Protein Structure. New York, NY: Garland Publishing. ISBN 0-8153-2305-0.
- Irwin H. Segel. Enzyme Kinetics: Behavior and Analysis of Rapid Equilibrium and Steady-State Enzyme Systems (Book 44 изд.). Wiley Classics Library. ISBN 0471303097.

## Spoljašnje veze
- Chloride+peroxidase на 